# Битка за Донбас (1919)
Битка за Донбас била је војна кампања Руског грађанског рата која је трајала од јануара до маја 1919. године, у којој су беле снаге одбиле нападе Црвене армије на Донску област и после тешких борби заузеле регион Донбаса.
Након што је војска Украјинске Народне Републике потиснута из Харкова и Кијева и успостављена Украјинска Социјалистичка Совјетска Република, Црвена армија је у марту 1919. напала централни део Донбаса, који је напустила Царска немачка армија у новембру 1918. касније окупирана од стране Беле добровољачке армије. Њен циљ је био да контролише стратешки лоциране и економски важне територије, што би омогућило даље напредовање ка Криму, Азовском и Црном мору. После тешких борби, вођених променљивом срећом, заузела је кључне центре на овим просторима (Јузивка, Луганск, Дебаљцево, Мариупољ) до краја марта, када их је изгубила од Белих предвођених Владимиром Мај-Мајевским.
20. априла фронт се простирао дуж линије Дмитровск-Хорливка, а Бели су заправо имали отворен пут према Харкову, главном граду Украјинске ССР. До 4. маја Луганск је пружао отпор њиховим нападима. Даљим успесима Оружаних снага Јужне Русије у мају 1919. допринели су сукоб Црвених са анархистима Нестора Махна (који су још увек били њихови савезници у марту) и побуна бољшевичког савезника, Отамана Никифора Грихорива.
Битка за Донбас завршена је почетком јуна 1919. потпуном победом Белих, који су наставили офанзиву ка Харкову, Катеринославу, а потом Криму, Николајеву и Одеси.

## Позадина
У новембру и децембру 1918. део Донбаса заузели су донски козаци под командом Петра Краснова, након повлачења царске немачке армије и уз сагласност украјинског хетмана Павла Скоропадског. Краснов је 19. новембра 1918. ушао у Луганск, а почетком децембра његове трупе су заузеле Мариупољ, Јузивку и Дебаљцево. Организовао је и управу Донске републике у Луганску и Славо-Србији.
У то време, Црвена армија је припремила сопствену офанзиву на Украјину, која је почела првих дана јануара 1919. заузимањем Харкова. До краја месеца совјетске трупе, којима су се придружиле локалне партизанске јединице које су претходно учествовале у устанку против Хетманије, и наоружани раднички одреди из градова, заузеле су Полтаву и Катеринослав. Команди Добровољачке армије постало је јасно да Красновљеви козаци неће моћи да се задрже у Донбасу нити да зауставе марш Црвених ка југу ка Црном мору, посебно након што је Краснов још једном концентрисао већину својих снага око Царицина и по трећи пута неуспешно покушао да заузме град. Ово је представљало претњу за Таганрог и Ростов на Дону који су контролисали Бели. За Бели покрет би губитак Донбаса значио и губитак високо индустријализованих области од великог економског значаја. Стога је у децембру 1918. Антон Дењикин одустао од својих планова да се придружи опсади Царицина и да поведе даљу офанзиву уз Волгу како би одсекао Црвене од Каспијског мора и преузео од њих Астрахан, и последично удружи своје снаге са снагама Александра Колчака на средњој Волги. Уместо тога, почео је да пребацује снаге на одбрану Донбаса и Крима. До краја марта Дењикин је пребацио 18.000 војника у области северно и западно од Ростова на Дону.
Порази донских козака приморали су их да се потчине команди Добровољачке војске. Краснов је 19. фебруара 1919. предао команду Африкану Богајевском и пристао да се Донски козаци, заједно са Добровољачком војском, Терским козацима и Кубањским козацима, укључе у Оружане снаге Јужне Русије.

## Битка
8. армија (део Јужног фронта) и самостална група трупа под командом Инокентија Кожевникова, касније трансформисана у 13. армију (део Украјинског фронта), састављена од 3. и 4. украјинске устаничке дивизије, затим реорганизована у 41. и 42. стрељачку дивизију. Кожевникове снаге су биле распоређене дуж линије Хундоровска-Митиакинскаја-Луганск, северније од Дебаљцева, јужно од Бахмута и јужно према железничкој станици Волноваха. Деоницу између Волновахе и кеја Азовског мора подржавале су анархистичке јединице Нестора Махна, као 3. бригада 1. заднепровске украјинске совјетске дивизије 2. украјинске совјетске армије.

### Офанзива Црвених (март–април)
Кожевникова група је у марту први пут покушала да избаци Беле из Донбаса. Црвена армија је ударила централни део Донбаса са Микитивком, Јенакијевом, Јузивком, Бахмутом и Луганском. Посебно жестоке борбе вођене су у области Дебаљцева, кључног железничког чвора који је Црвена армија преузела 16. марта. Због ненапретка Кожевникових трупа, командант Јужног фронта Владимир Гитис пребацио је део 8. армије на запад као подршку, противно намерама главнокомандујућег Црвене армије Јукумса Вациетиса. Међутим, пребацивање трупа је заустављено последњих дана марта због пролећног одмрзавања и оштећења железничке мреже. 28. марта трупе 13. армије ушле су у Јенакијеву, Микитивку, Макијевку и Хорловку, а 3. априла заузеле Јузивку, Јасинувату и Старобешево. Дана 1. априла, Дњепарска дивизија под командом Павла Дибенка заузела је Мариупољ и потиснула се на 30–40 км од Таганрога. Међутим, 6. и 7. априла, беле коњичке дивизије под командом Андреја Шкуроа и Владимира Мај-Мајевског сломиле су одбрану Црвених у централном делу Донбаса и поново преузеле контролу над Јузивком, Волновахом, Маријупољом, Макијевком, Јасинуватом, Јенакијевом. и Хорливка. Волноваха је поново заузела Црвена армија након још једне крваве битке 24. априла, два дана касније Црвени су поново контролисали Мариупољ, а 28. априла су заузели и Јузивку. У градовима које су заузели бољшевици формирани су савети и извршни комитети, одржавани су регионални конгреси већа.
Од 19. до 27. марта, снаге Совјетске Украјине и Махновшчине на челу са Нестором Махном бориле су се са доњецким јединицама Добровољачке армије коју је предводио Михаил Винохрадов у Мариупољу. 19. марта дошло је до прве офанзиве Дњепарске дивизије, током које су трупе Нестора Махна натерале Добровољачку армију да побегне у град након дуге ватрене борбе и ширења панике међу трупама Добровољачке армије. 21. марта, након што је добио наређење да бригада напредује на исток, Махно је закључио да не може одмах да заузме Мариупољ и повукао се из њега. Његове трупе су касније распоређене и град су заузели 8. и 9. пук. Упркос томе што је био окружен са три стране од стране Махнових снага, заузимање града је било компликовано присуством ратних бродова Антанте. Друга офанзива која је почела 25. марта и трајала је до 27. марта завршила је заузимање града. Махновски герилци су дочекани чим су ушли у град и касније је формиран комитет за подземну војно-револуционарну бољшевичку комунистичку партију, као и комесаријат за совјетску народну милицију.
Након пораза добровољачке армије, шеф 1. заднепровске украјинске совјетске дивизије Павел Дибенко је телеграфисао совјетском народном комесару СССР-а из Мариупоља о исходима битака. У свом телеграфу похвалио је артиљеријску полупук и 8. и 9. пук за њихову наводно храбру службу у борби, посебно похваливши вођство команданта 8. пука Николаја Криленка и команданта 9. пука Владимира Тахтамишева. Према Дибенку, током борби, пукови су успешно одбили комбиновану добровољачку армију и француску ескадрилу, јуришајући на њихова утврђења и потискивајући их у Азовско море. На стотине козака добровољачке војске наводно су се предале са својим оружјем током напредовања док су се снаге 1. заднепровске дивизије приближавале Таганрогу. Након заузимања Мариупоља, заплењено је преко 3.500.000 фунти угља, док су два миноловца такође узета и прераспоређена као део совјетске морнарице. Током офанзиве, дивизија је изгубила 18 војника, док је још 172 рањено. Због успеха украјинских Совјета у Мариупољу, Нестор Махно је одликован Орденом Црвене заставе.
Као резултат борби, индустријска постројења и железничке линије које раде у Донбасу су у великој мери уништене или обустављена производња. Значајан део радника и њихових породица напустио је регион бежећи од непријатељстава. Крајем марта, Конгрес савета новостворене Доњецке губерније изабрао је извршни комитет на челу са Фјодором Сергејевим и развио план за реконструкцију индустрије у Донбасу. У априлу 1919. де фацто главни град покрајине постао је Бахмут, а затим, када је одлучено да се прошире границе покрајине, њене власти су премештене у Луганск.

### Бела контраофанзива (април–јун)
Крајем априла 1919. Бели су започели контраофанзиву, појачану употребом тенкова. Савезници су обезбедили 60 тенкова као део прве серије наоружања, заједно са 200.000 комада ватреног оружја и 500 милиона комада муниције, као и 6.200 митраљеза и 168 авиона. У првим сукобима у којима је коришћено, ново оружје је изазвало панику међу црвенима. Тенкови су се у више наврата без проблема приближавали црвеним положајима, наносећи им озбиљне губитке, а неке црвене трупе су бежале и на сам поглед на њих. Захваљујући употреби тенкова, трупе Маја-Мајевског поново су преузеле контролу над Јузивком, Јасинуватом, Криничном и Дебаљцевом. Мај-Мајевски је успешно користио постојећу комуникациону мрежу у Донбасу, посебно железничке линије, за ефикасно кретање између градова. На челу снага од 3 до 6 хиљада војника успешно су одбили нападе преко три или чак десет пута јачих група Црвене армије, у низу спектакуларних победа над црвеним снагама. Још један фактор који је допринео успеху Белих био је сукоб између команде Црвене армије и Махновшчине, која се формално потчинила совјетској команди, али није желела да прошири власт бољшевика на територију под њиховом контролом. Ни сам Нестор Махно није одржавао везу са командом Јужног фронта Црвене армије, са којом је теоретски због близине требало да координира своја дејства, нити са штабом 13. армије. У мају и јуну 1919. године беле трупе Андреја Шкуроа су без већих потешкоћа пробиле одбрамбене линије махновиста. У то време, Лав Троцки је Махна прогласио одметником. У позадини главног фронта борби црвено-белих дошло је до сукоба између бољшевичких снага и махновиста. У мају 1919. против команде Црвене армије и украјинских бољшевика побунио се и отаман Никифор Грихорив, који је до сада био у савезу са њима. Његових 20.000 војника окупирало је велики део провинција Катеринослав и Херсон током три недеље, чиме је везао значајне црвене снаге. Борбе са махновцима и хрихоривцима разоткриле су десни бок 13. армије, која је морала да се повуче после напада белих тенкова.
20. априла, фронт се простирао дуж линије Дмитровск-Хорливка, а Бели су чак имали отворен пут према украјинској совјетској престоници Харкову. Затим су заплењени Микитивка, Бахмут и Словенск. 21. априла трупе Андреја Шкуроа стигле су у Луганск, браниле су их јединице 8. армије, 1. московске радничке дивизије и 15. стрељачке дивизије Јаниса Лациса. У граду је објављена мобилизација радника и формиран је војно-револуционарни комитет на челу са Сергејем Лапином. 9.000 добровољаца, међу којима су били радници из Луганска и Алчевска, као и неки сељаци из оближњих села, приступило је 15. стрељачкој дивизији. Одбрамбени браниоци града су 30. априла прешли у контраофанзиву у области Остра Могила и одбацили нападаче на 30 км од града, али 4. маја нису успели да одбију нови напад и Луганск су заузели Бели.
Владимир Лењин је 8. маја позвао Совјет народних комесара Украјинске ССР за специјалну мобилизацију у одбрану Донбаса. Предложио је пребацивање у овај регион неких јединица које су се истовремено бориле у западној и централној Украјини, али његова наређења нису спроведена.
У теорији, крајем априла 1919. Црвени су и даље надмашили Беле у Донбасу, имали су и више топова и митраљеза. У исто време, међутим, Бели су, за разлику од својих противника, умели да одлично искористе коњицу, а њихови команданти на Јужном фронту знатно су надмашили вештине црвених команданата. Конкретно, Инокентиј Кожевников, Анатолиј Скачко (командант 2. украјинске совјетске армије између априла и јуна 1919.), Тихон Хвесин (командант 8. армије од марта 1919.) и Павел Књагњицки (командант 9. армије од новембра 1918. до јуна 1919.) недостајале су командне компетенције и искуство. Поред тога, средином јуна 1919. командант 9. армије Николај Всеволодов прешао је на страну Белих. Претходних месеци, док је обављао дужност шефа штаба у истом оперативном синдикату, преносио је информације о плановима Црвених њиховим противницима. Односи између црвених команданата, укључујући бивше официре или подофицире Царске руске армије, и политичких комесара и војника и даље су били тешки, што је довело до наставка проблема са дисциплином. Борбена вредност црвених јединица, које су до тада водиле само партизанске операције и тек непосредно пре похода на Донбас организоване у 13. армију, била је много нижа од вредности искусних јединица под командом Мај-Мајевског. По мишљењу Николаја Какурина, већ средином априла ослабљена 13. армија није била способна за офанзивна дејства. Други фактор који је допринео успеху Белих у Донбасу била је чињеница да су се Црвени истовремено борили на више фронтова - против контрареволуционарних снага на северу, против балтичких држава, у Украјини, ау марту и априлу и против Колчаковпве пролећне офанзиве у Сибиру. Управо се овај други правац сматрао приоритетним и добио је већину средстава.
Почетком јуна 1919. битка код Донбаса завршена је потпуном победом Белих, који су наставили офанзиву на Леву обалу и Слободну Украјину. Крајем месеца, Добровољачка армија је разбила Утврђени регион, који су црвени ужурбано градили, а 27. јуна заузела Харков. Након овог пораза, Вациетис је наредио снагама које су до сада биле укључене у борбе на левој обали да се повуку у „сигурну зону“, односно у оне губерније у европској Русији где је бољшевичка власт још увек била сигурна.
Бели су контролисали Донбас до краја 1919. године, када је након пораза Дењикиновог напредовања на Москву, Црвена армија поново заузела ово подручје у току Донбаске операције.